# Blotgruppe
En blotgruppe eller blotlaug er en selvstændige forening, der hovedsageligt forestår blot i et nærmere defineret lokalt område. Grupperne kan være tilknyttet et landsdækkende asatrossamfund, hvor langt det største er Forn Siðr.